# Mortoniceras
Mortoniceras is een uitgestorven geslacht van mollusken, dat leefde tijdens het Vroeg-Krijt.

## Beschrijving
Deze ammoniet had een evolute, los gewonden schelp met een gekielde buikzijde en op doorsnede hoekige windingen. De sculptuur bestond uit ribben, die bezet waren met onregelmatige knobbels. De diameter van de schelp bedroeg tussen 8 en 50 cm, naargelang de soort.